# LATAM Paraguay
LATAM Airlines Paraguay, официально — Transportes Aéreos del Mercosur S.A (ранее TAM Paraguay и Líneas Aéreas Paraguayas) — национальная авиакомпания Парагвая со штаб-квартирой в Асунсьоне, Парагвай. Базой авиакомпании является международный аэропорт имени Сильвио Петтиросси в Асунсьоне. Является дочерней компанией LATAM Airlines Group.

## История

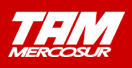
Бывший логотип TAM Mercosur.

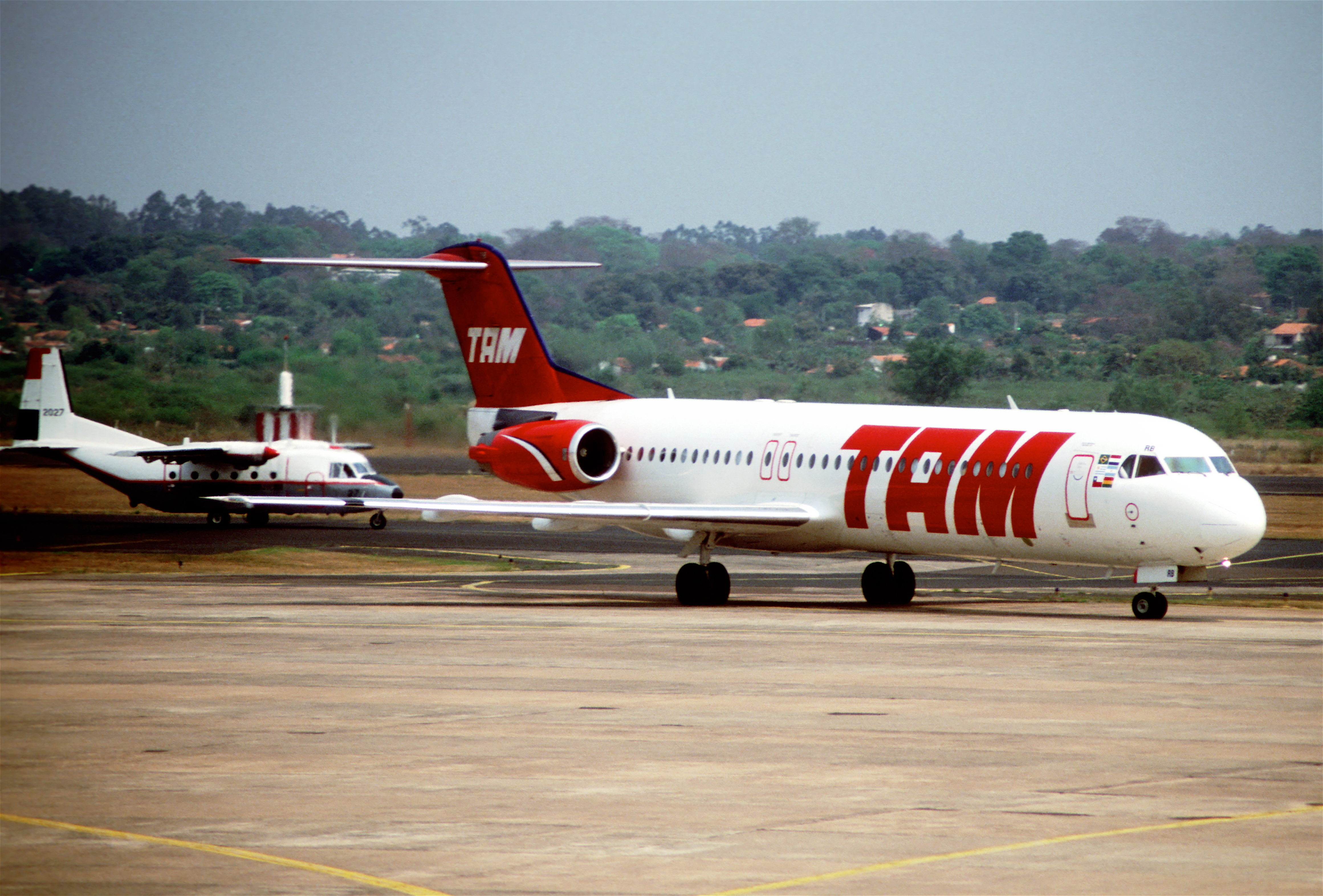
Fokker 100 в международном аэропорту имени Сильвио Петтиросси, 2004 год.

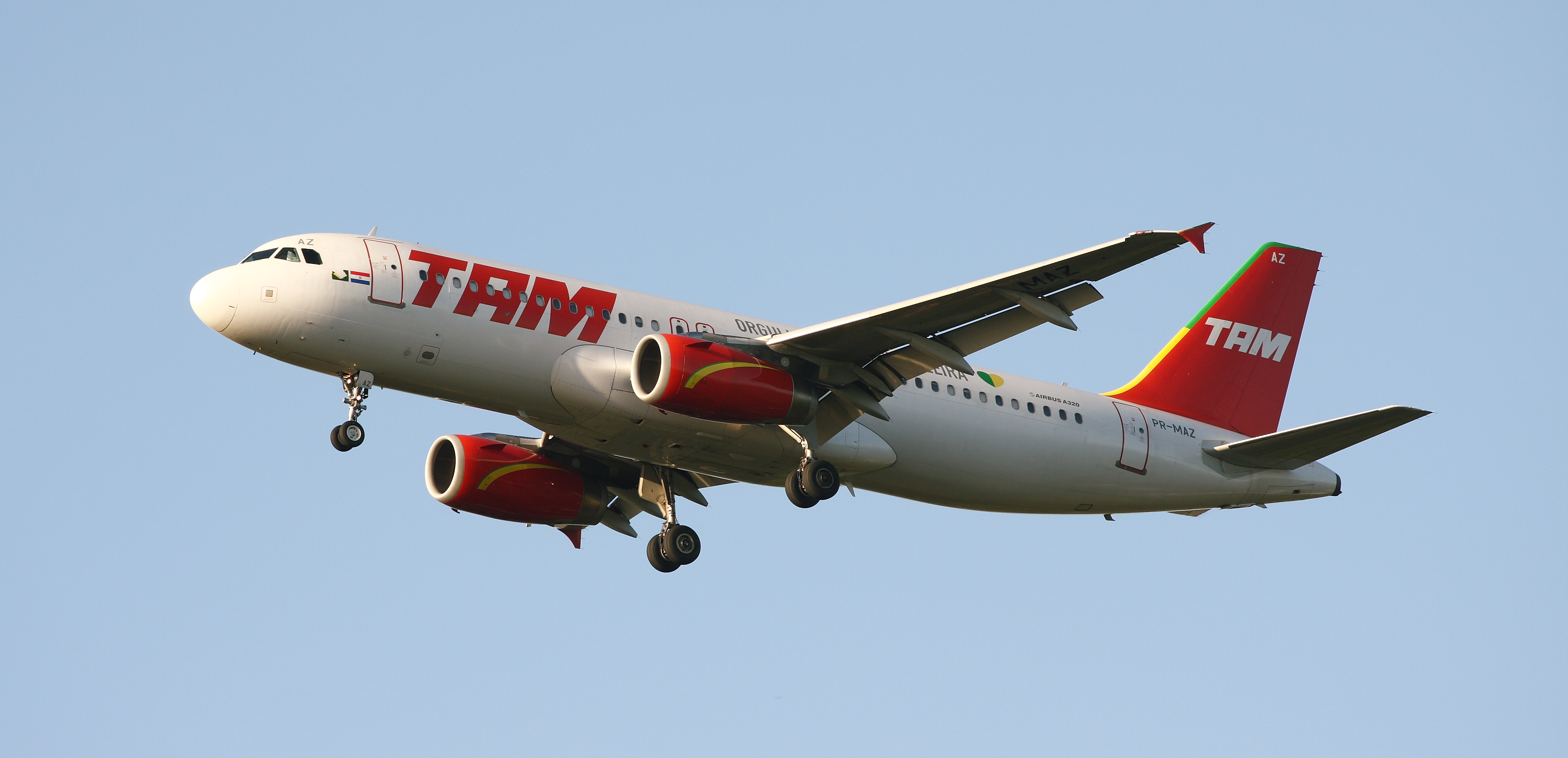
Airbus A320-200 в Международном аэропорту имени Министра Пистарини, 2009 год.

Авиакомпания была основана 17 ноября 1962 года и начала свою деятельность в 1963 году как Líneas Aéreas Paraguayas. Затем авиакомпания работала в течение короткого периода между 1995 и 1996 годами в качестве дочерней компании эквадорской авиакомпании SAETA под названием LAPSA Air Paraguay.
1 сентября 1996 г. Aerolíneas Paraguayas (дочерняя компания TAM Linhas Aéreas) приобрела 80% контрольного пакета акций авиакомпании, которая к тому времени объединила обе авиакомпании под названием TAM — Transportes Aéreos del Mercosur. Позже, 6 октября того же года, он был продан компании TAM Linhas Aéreas, которая использовала два самолета Fokker 100 для полетов по региональным направлениям.
В марте 2008 года в соответствии со стратегией брендинга название TAM Mercosur было отменено, и авиакомпания приняла фирменный стиль, идентичный своему бразильскому владельцу. Однако её корпоративная структура осталась прежней. Авиакомпания была переименована в LATAM Paraguay после слияния и создания LATAM Airlines Group и последующего ребрендинга входящих в нее авиакомпаний. Сегодня LATAM владеет 94,98%, а правительству Парагвая — 5,02% акций.

## Направления
на июль 5 года, LATAM Paraguay обслуживает либо ранее обслуживала следующие направления:
| Страна    | Город                   | Аэропорт                                                  | Notes                | Refs        |
| --------- | ----------------------- | --------------------------------------------------------- | -------------------- | ----------- |
| Аргентина | Буэнос-Айрес            | Международный аэропорт имени Хорхе Ньюбери                | Совместно с Paranair | [ 5 ]       |
| Аргентина | Буэнос-Айрес            | Международный аэропорт имени Министра Пистарини           | Совместно с Paranair |             |
| Аргентина | Кордова                 | Международный аэропорт имени Амбросио Л.В. Таравельи      | Прекращено           |             |
| Боливия   | Кочабамба               | Международный аэропорт имени Хорхе Вильстерманна          | Прекращено           |             |
| Боливия   | Ла-Пас                  | Международный аэропорт Эль-Альто                          | Прекращено           |             |
| Боливия   | Санта-Крус-де-ла-Сьерра | Международный аэропорт Виру-Виру                          | Совместно с Paranair | [ 5 ]       |
| Бразилия  | Бразилиаa               | Международный аэропорт имени Президента Жуселину Кубичека | Прекращено           | [ 6 ] [ 7 ] |
| Бразилия  | Куритиба                | Международный аэропорт имени Афонсу Пены                  | Прекращено           |             |
| Бразилия  | Рио-де-Жанейро          | Международный аэропорт Галеан                             | Прекращено           |             |
| Бразилия  | Сан-Паулу               | Международный аэропорт Гуарульос                          |                      | [ 8 ]       |
| Чили      | Икике                   | Международный аэропорт имени Диего Арасены                | Прекращено           |             |
| Чили      | Сантьяго                | Международный аэропорт имени Артуро Мерино Бенитеса       |                      | [ 8 ]       |
| Парагвай  | Асунсьон                | Международный аэропорт имени Сильвио Петтиросси           | Хаб                  |             |
| Парагвай  | Сьюдад-дель-Эсте        | Международный аэропорт Гуарани                            | Прекращено           | [ 9 ]       |
| Перу      | Лима                    | Международный аэропорт имени Хорхе Чавеса                 |                      | [ 8 ]       |
| Уругвай   | Монтевидео              | Международный аэропорт Карраско                           | Совместно с Paranair | [ 5 ]       |
| Уругвай   | Пунта-дель-Эсте         | Международный аэропорт имени Карлоса Курбело              | Прекращено           |             |

a.↑ Маршрут обслуживается Paranair на самолётах LATAM Paraguay, арендованных по мокрому лизингу.

### Код-шеринговые соглашения
LATAM Paraguay имеет код-шеринговые соглашения со следующими авиакомпаниями:
- Paranair[5]

## Флот

### Действующий
на июль 9 года, LATAM Paraguay использует следующие самолёты:
| Модель          | Количество | Заказано | Пассажировместимость | Пассажировместимость | Пассажировместимость | Прим.                     |
| Модель          | Количество | Заказано | J                    | Y                    | Total                | Прим.                     |
| --------------- | ---------- | -------- | -------------------- | -------------------- | -------------------- | ------------------------- |
| Airbus A320-200 | 5          | —        | –                    | 174                  | 174                  | Используется LATAM Brasil |
| Total           | 5          | —        |                      |                      |                      |                           |

### Исторический
Следующие самолёты ранее использовались авиакомпанией:
| Модель                    | Количество | Принят | Списан | Прим.                          |
| ------------------------- | ---------- | ------ | ------ | ------------------------------ |
| Cessna 208B Grand Caravan | 2          | 2002   | 2007   | Куплен у Aerolíneas Paraguayas |
| Fokker 100                | 3          | 1996   | 2008   |                                |